# Xynobius umblicatus
Xynobius umblicatus är en stekelart som först beskrevs av Vladimir Ivanovich Tobias 1998.  Xynobius umblicatus ingår i släktet Xynobius och familjen bracksteklar. Inga underarter finns listade i Catalogue of Life.